# Stiff Upper Lip World Tour
Stiff Upper Lip World Tour bylo koncertní turné australské hardrockové skupiny AC/DC, které sloužilo jako propagace studiového alba Stiff Upper Lip. Turné trvalo od roku 2000 do roku 2001. V rámci turné skupina vystoupila v Praze na Strahovském stadionu, kam dorazilo asi 25 000 diváků. Koncert v německém Mnichově nahrávala a vydala pod názvem Stiff Upper Lip Live na DVD.

## Setlist
1. "Stiff Upper Lip"
2. "You Shook Me All Night Long"
3. "Shot Down in Flames"
4. "Thunderstruck"
5. "Hell Ain't a Bad Place to Be"
6. "Hard as a Rock"
7. "Shoot to Thrill"
8. "Rock and Roll Ain't Noise Pollution"
9. "Safe in New York City"
10. "Bad Boy Boogie"
11. "Hells Bells"
12. "Get It Hot"
13. "The Jack"
14. "Dirty Deeds Done Dirt Cheap"
15. "Back in Black"
16. "Highway to Hell"
17. "Whole Lotta Rosie"
18. "Let There Be Rock"

Přídavek:
1. "T.N.T."
2. "For Those About to Rock (We Salute You)"

## Sestava
AC/DC
- Brian Johnson – (zpěv)
- Angus Young – (sólová kytara)
- Malcolm Young – (doprovodná kytara, doprovodné vokály)
- Cliff Williams – (baskytara, doprovodné vokály)
- Phil Rudd – (bicí)

## Turné v datech
| Datum              | Město                 | Stát            | Místo                                   |
| Severní Amerika    | Severní Amerika       | Severní Amerika | Severní Amerika                         |
| ------------------ | --------------------- | --------------- | --------------------------------------- |
| 1. srpna 2000      | Grand Rapids          | Spojené státy   | Van Andel Arena                         |
| 3. srpna 2000      | Auburn Hills          | Spojené státy   | The Palace of Auburn Hills              |
| 4. srpna 2000      | Cleveland             | Spojené státy   | Gund Arena                              |
| 6. srpna 2000      | Pittsburgh            | Spojené státy   | Mellon Arena                            |
| 8. srpna 2000      | Boston                | Spojené státy   | FleetCenter                             |
| 10. srpna 2000     | Toronto               | Kanada          | Air Canada Centre                       |
| 11. srpna 2000     | Toronto               | Kanada          | Air Canada Centre                       |
| 12. srpna 2000     | Ottawa                | Kanada          | Corel Centre                            |
| 14. srpna 2000     | Québec City           | Kanada          | Colisée de Quebec                       |
| 15. srpna 2000     | Montréal              | Kanada          | Molson Centre                           |
| 17. srpna 2000     | Atlanta               | Spojené státy   | Philips Arena                           |
| 19. srpna 2000     | Bristow               | Spojené státy   | Nissan Pavilion                         |
| 20. srpna 2000     | Filadelfie            | Spojené státy   | First Union Center                      |
| 22. srpna 2000     | Wilkes-Barre          | Spojené státy   | First Union Civic Arena                 |
| 24. srpna 2000     | East Rutherford       | Spojené státy   | Continental Airlines Arena              |
| 25. srpna 2000     | New York City         | Spojené státy   | Madison Square Garden                   |
| 27. srpna 2000     | Indianapolis          | Spojené státy   | Conseco Fieldhouse                      |
| 29. srpna 2000     | Cincinnati            | Spojené státy   | Firstar Center                          |
| 30. srpna 2000     | Milwaukee             | Spojené státy   | Bradley Center                          |
| 31. srpna 2000     | Tinley Park           | Spojené státy   | New World Music Theatre                 |
| 2. září 2000       | Minneapolis           | Spojené státy   | Target Center                           |
| 3. září 2000       | Kansas City           | Spojené státy   | Kemper Arena                            |
| 5. září 2000       | St. Louis             | Spojené státy   | Kiel Center                             |
| 7. září 2000       | Dallas                | Spojené státy   | Reunion Arena                           |
| 8. září 2000       | Houston               | Spojené státy   | Compaq Center                           |
| 9. září 2000       | Biloxi                | Spojené státy   | Mississippi Coast Coliseum              |
| 11. září 2000      | San Antonio           | Spojené státy   | Alamodome                               |
| 13. září 2000      | Phoenix               | Spojené státy   | America West Arena                      |
| 14. září 2000      | Paradise              | Spojené státy   | Thomas & Mack Center                    |
| 16. září 2000      | San Bernardino        | Spojené státy   | Blockbuster Pavilion                    |
| 17. září 2000      | San Diego             | Spojené státy   | San Diego Sports Arena                  |
| 19. září 2000      | San José              | Spojené státy   | San Jose Arena                          |
| 20. září 2000      | Oakland               | Spojené státy   | The Arena in Oakland                    |
| 22. září 2000      | Sacramento            | Spojené státy   | ARCO Arena                              |
| Evropa             |                       |                 |                                         |
| 14. října 2000     | Gent                  | Belgie          | Flanders Expo                           |
| 15. října 2000     | Mety                  | Francie         | Galaxie Amnéville                       |
| 18. října 2000     | Stuttgart             | Německo         | Galaxie Amnéville                       |
| 19. října 2000     | Stuttgart             | Německo         | Galaxie Amnéville                       |
| 21. října 2000     | Mnichov               | Německo         | Olympiahalle                            |
| 22. října 2000     | Mnichov               | Německo         | Olympiahalle                            |
| 24. října 2000     | Frankfurt nad Mohanem | Německo         | Festhalle Frankfurt                     |
| 25. října 2000     | Frankfurt nad Mohanem | Německo         | Festhalle Frankfurt                     |
| 27. října 2000     | Berlín                | Německo         | Velodrom                                |
| 28. října 2000     | Oberhausen            | Německo         | Oberhausen Arena                        |
| 29. října 2000     | Kolín nad Rýnem       | Německo         | Köln Arena                              |
| 31. října 2000     | Paříž                 | Francie         | Bercy                                   |
| 1. listopadu 2000  | Paříž                 | Francie         | Bercy                                   |
| 3. listopadu 2000  | Oslo                  | Norsko          | Oslo Spektrum                           |
| 4. listopadu 2000  | Göteborg              | Švédsko         | Scandinavium                            |
| 5. listopadu 2000  | Stockholm             | Švédsko         | Globen Arena (dnes Avicii Arena)        |
| 7. listopadu 2000  | Helsinky              | Finsko          | Hartwall Areena                         |
| 8. listopadu 2000  | Turku                 | Finsko          | Elysee Arena                            |
| 11. listopadu 2000 | Lipsko                | Německo         | Messehalle                              |
| 12. listopadu 2000 | Lipsko                | Německo         | Messehalle                              |
| 13. listopadu 2000 | Utrecht               | Nizozemsko      | Prins Van Oranjehal                     |
| 15. listopadu 2000 | Kolín nad Rýnem       | Německo         | Köln Arena                              |
| 16. listopadu 2000 | Hannover              | Německo         | Preussag Arena                          |
| 18. listopadu 2000 | Curych                | Švýcarsko       | Hallenstadion                           |
| 19. listopadu 2000 | Curych                | Švýcarsko       | Hallenstadion                           |
| 21. listopadu 2000 | Vídeň                 | Rakousko        | Wiener Stadthalle                       |
| 22. listopadu 2000 | Vídeň                 | Rakousko        | Wiener Stadthalle                       |
| 24. listopadu 2000 | Dortmund              | Německo         | Westfalenhallen                         |
| 25. listopadu 2000 | Riesa                 | Německo         | WS Arena                                |
| 28. listopadu 2000 | Birmingham            | Anglie          | NEC Arena                               |
| 30. listopadu 2000 | Sheffield             | Anglie          | Sheffield Arena                         |
| 1. prosince 2000   | Manchester            | Anglie          | Manchester Evening News Arena           |
| 2. prosince 2000   | Glasgow               | Skotsko         | S.E.C.C. Arena                          |
| 4. prosince 2000   | Londýn                | Anglie          | Wembley Arena                           |
| 5. prosince 2000   | Londýn                | Anglie          | Wembley Arena                           |
| 10. prosince 2000  | Madrid                | Španělsko       | Palacio de los Deportes                 |
| 11. prosince 2000  | Madrid                | Španělsko       | Palacio de los Deportes                 |
| 12. prosince 2000  | Madrid                | Španělsko       | Palacio de los Deportes                 |
| 14. prosince 2000  | Barcelona             | Španělsko       | Palau Sant Jordi                        |
| Oceánie            |                       |                 |                                         |
| 19. ledna 2001     | Perth                 | Austrálie       | Burswood Dome                           |
| 20. ledna 2001     | Perth                 | Austrálie       | Burswood Dome                           |
| 23. ledna 2001     | Adelaide              | Austrálie       | Adelaide Entertainment Center přerušeno |
| 24. ledna 2001     | Adelaide              | Austrálie       | Adelaide Entertainment Centre           |
| 27. ledna 2001     | Hobart                | Austrálie       | TCA Ground                              |
| 30. ledna 2001     | Sydney                | Austrálie       | Sydney Entertainment Centre             |
| 31. ledna 2001     | Sydney                | Austrálie       | Sydney Entertainment Centre             |
| 1. února 2001      | Sydney                | Austrálie       | Sydney Entertainment Centre             |
| 3. února 2001      | Canberra              | Austrálie       | Exhibition Park                         |
| 5. února 2001      | Brisbane              | Austrálie       | Brisbane Entertainment Centre           |
| 6. února 2001      | Brisbane              | Austrálie       | Brisbane Entertainment Centre           |
| 8. února 2001      | Sydney                | Austrálie       | Sydney Entertainment Centre             |
| 9. února 2001      | Sydney                | Austrálie       | Sydney Entertainment Centre             |
| 11. února 2001     | Melbourne             | Austrálie       | Rod Laver Arena                         |
| 12. února 2001     | Melbourne             | Austrálie       | Rod Laver Arena                         |
| 14. února 2001     | Melbourne             | Austrálie       | Rod Laver Arena                         |
| 15. února 2001     | Sydney                | Austrálie       | Sydney Entertainment Centre             |
| Asie               |                       |                 |                                         |
| 19. února 2001     | Jokohama              | Japonsko        | Yokohama Arena                          |
| 20. února 2001     | Jokohama              | Japonsko        | Yokohama Arena                          |
| 23. února 2001     | Ósaka                 | Japonsko        | Osaka Castle Hall                       |
| Severní Amerika    |                       |                 |                                         |
| 18. března 2001    | Sunrise               | Spojené státy   | National Car Rental Center              |
| 20. března 2001    | Orlando               | Spojené státy   | TD Waterhouse Centre                    |
| 21. března 2001    | Tampa                 | Spojené státy   | St. Pete Times Forum                    |
| 23. března 2001    | Nashville             | Spojené státy   | Gaylord Entertainment Center            |
| 24. března 2001    | Memphis               | Spojené státy   | Pyramid Arena                           |
| 26. března 2001    | North Little Rock     | Spojené státy   | Alltel Arena                            |
| 28. března 2001    | Greenvile             | Spojené státy   | BI-LO Center                            |
| 29. března 2001    | Greensboro            | Spojené státy   | Greensboro Coliseum                     |
| 31. března 2001    | Charlotte             | Spojené státy   | Charlotte Coliseum                      |
| 1. dubna 2001      | Raleigh               | Spojené státy   | Raleigh Entertainment & Sports Arena    |
| 3. dubna 2001      | Fairborn              | Spojené státy   | Ervin J. Nutter Center                  |
| 4. dubna 2001      | Colombus              | Spojené státy   | Nationwide Arena                        |
| 6. dubna 2001      | Cleveland             | Spojené státy   | Gund Arena                              |
| 8. dubna 2001      | Chicago               | Spojené státy   | United Center                           |
| 9. dubna 2001      | St. Paul              | Spojené státy   | Xcel Energy Center                      |
| 11. dubna 2001     | Denver                | Spojené státy   | Pepsi Center                            |
| 12. dubna 2001     | West Valley City      | Spojené státy   | E Center                                |
| 14. dubna 2001     | Inglewood             | Spojené státy   | Great Western Forum                     |
| 16. dubna 2001     | Long Beach            | Spojené státy   | Long Beach Arena                        |
| 17. dubna 2001     | Sacramento            | Spojené státy   | ARCO Arena                              |
| 18. dubna 2001     | Portland              | Spojené státy   | Rose Garden Arena                       |
| 20. dubna 2001     | Tacoma                | Spojené státy   | Tacoma Dome                             |
| 22. dubna 2001     | Vancouver             | Kanada          | General Motors Place                    |
| 23. dubna 2001     | Vancouver             | Kanada          | General Motors Place                    |
| 25. dubna 2001     | Edmonton              | Kanada          | Skyreach Centre                         |
| 26. dubna 2001     | Calgary               | Kanada          | Pengrowth Saddledome                    |
| 28. dubna 2001     | Winnipeg              | Kanada          | Winnipeg Arena                          |
| 29. dubna 2001     | Fargo                 | Spojené státy   | Fargodome                               |
| 1. května 2001     | Madison               | Spojené státy   | Kohl Center přerušeno                   |
| 2. května 2001     | Detroit               | Spojené státy   | Joe Louis Arena přerušeno               |
| 4. května 2001     | Boston                | Spojené státy   | FleetCenter                             |
| 5. května 2001     | Filadelfie            | Spojené státy   | First Union Spectrum                    |
| 8. května 2001     | New York City         | Spojené státy   | Madison Square Garden                   |
| 9. května 2001     | Albany                | Spojené státy   | Pepsi Arena                             |
| 11. května 2001    | Madison               | Spojené státy   | Kohl Center                             |
| 12. května 2001    | Detroit               | Spojené státy   | Joe Louis Arena                         |
| Evropa             |                       |                 |                                         |
| 8. června 2001     | Milton Keynes         | Anglie          | National Bowl                           |
| 10. června 2001    | Hockenheim            | Německo         | Hockenheimring                          |
| 12. června 2001    | Praha                 | Česko           | Strahovský stadion                      |
| 14. června 2001    | Mnichov               | Německo         | Olympijský stadion                      |
| 16. června 2001    | Klettwitz             | Německo         | Lausitzring                             |
| 17. června 2001    | Hannover              | Německo         | Niedersachsenstadion                    |
| 20. června 2001    | Curych                | Švýcarsko       | Letzigrund                              |
| 22. června 2001    | Paříž                 | Francie         | Stade de France                         |
| 24. června 2001    | Göteborg              | Švédsko         | Ullevi                                  |
| 26. června 2001    | Helsinky              | Finsko          | Olympijský stadion                      |
| 29. června 2001    | Norimberk             | Německo         | Frankenstadion                          |
| 1. července 2001   | Hamburk               | Německo         | Trabrennbahn Bahrenfeld                 |
| 4. července 2001   | Turín                 | Itálie          | Stadio delle Alpi                       |
| 6. července 2001   | Basilej               | Švýcarsko       | St. Jakob-Park                          |
| 8. července 2001   | Kolín nad Rýnem       | Německo         | Müngersdorfer Stadion                   |